# فرودگاه کروبرت
فرودگاه کروبرت (به انگلیسی: Kerrobert Airport) یک فرودگاه همگانی است که یک باند فرود چمن دارد و طول باند آن ۷۷۷ متر است. این فرودگاه در کشور کانادا قرار دارد و در ارتفاع ۶۷۳ متری از سطح دریا واقع شده است.